# Louisa de Hesse-Darmstadt
Louisa Augusta de Hesse-Darmstadt (30 ianuarie 1757, Berlin - 14 februarie 1830) a fost prințesă germană. A fost fiica lui Ludovic al IX-lea, Landgrav de Hesse-Darmstadt. La 3 octombrie 1775 s-a căsătorit cu Ducele (mai târziu Marele Duce) Karl August de Saxa-Weimar-Eisenach.

## Tinerețe

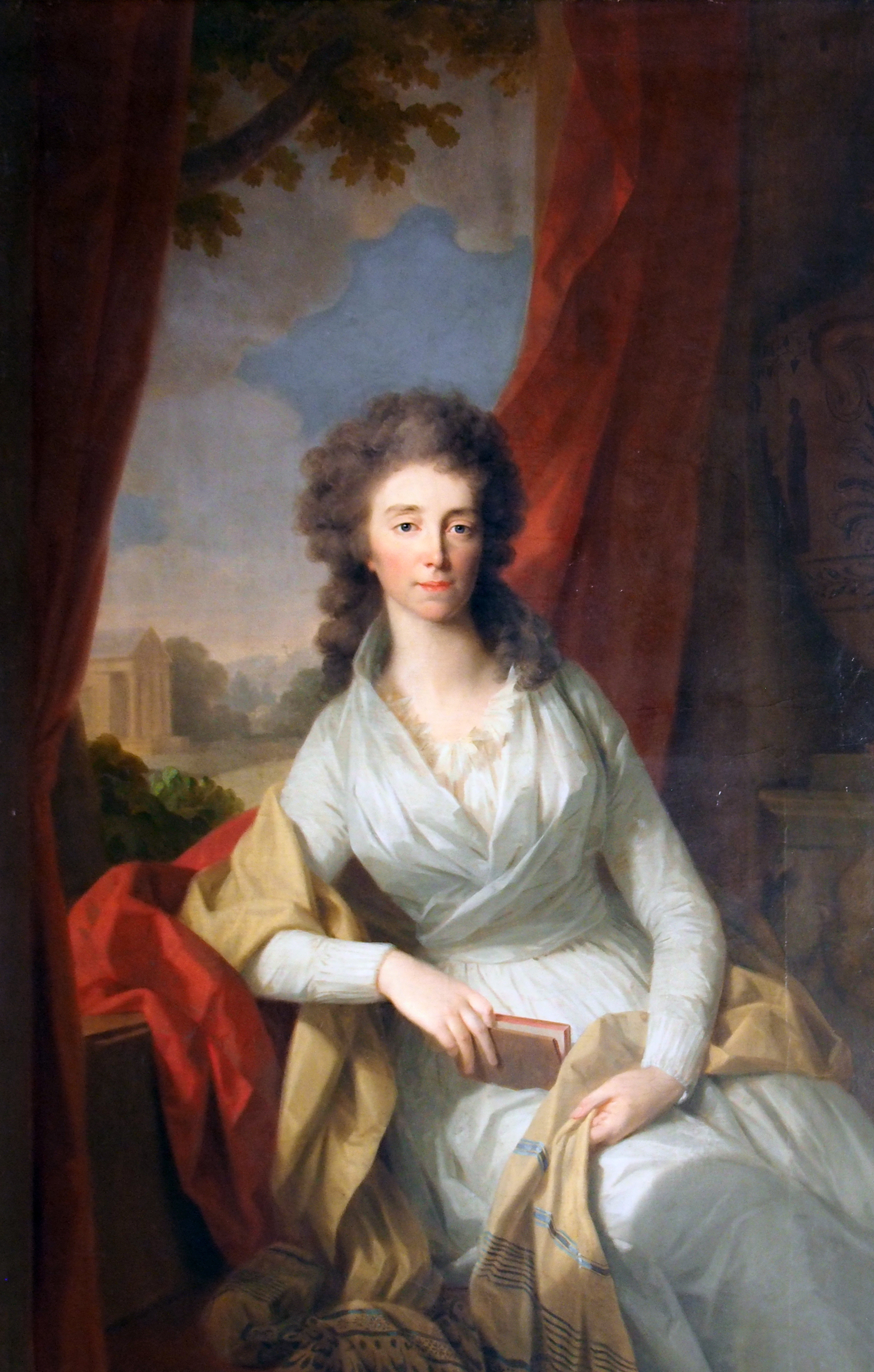
Louise de Hesse-Darmstadt

Prințesa s-a născut la 30 ianuarie 1757 în capitala Prusiei a lui Frederic cel Mare, Berlin, unde părinții ei s-au stabilit în timpul Războiului de Șapte Ani. Tatăl ei, Ludovic al IX-lea a accedat la conducerea landgrafului în 1768 și era la momentul nașterii ei general al armatei prusace.
Adesea el era departe de copiii lui și astfel, educația prințesei a stat în mâinile mamei ei, Caroline. Caroline a educat-o pe Louise în tradiția protestantă evanghelică și ea a devenit interesată de literatură și muzică.
Fiind cea mai mică fiică, cu opt frați, a fost important ca educația Louisei să îmbunătățească perspectivele ei de căsătorie. Din moment ce Ludovic al IX-lea a arătat puțin interes copiilor săi, căsătoria Louisei a devenit, de asemenea, o problemă de rezolvat de mama ei, cunoscută sub numele de "Marea Landgräfin" și von Zweibrücken datorită faptului că era expertă în politica internațională dinastică a Europei.
În 1773 Louise a călătorit împreuna cu mama și surorile ei Amalie și Wilhelmine la Beschau apoi la curtea rusă de la St Petersburg. Țarina Ecaterina a II-a a decis că Louise era nepotrivită ca soție pentru viitorul țar Pavel preferând-o pe sora ei, Wilhemine. Acest refuz și relația ei cu viitorul ei cumnat Pavel, au format-o pe Louise, transformând-o într-o figură cu o influență persistentă în statul rus.

## Căsătorie
La vârsta de 18 ani Louise s-a logodit cu tânărul cavaler Karl August de Sachsen-Weimar. Căsătoria a avut loc la 3 octombrie 1775 și a fost în întregime în scop dinastic (surorile ei s-au căsătorit cu moștenitorii Prusiei și Rusiei) ducând la consolidarea ducatul de Saxa-Weimar în cadrul Sfântului Imperiu Roman.

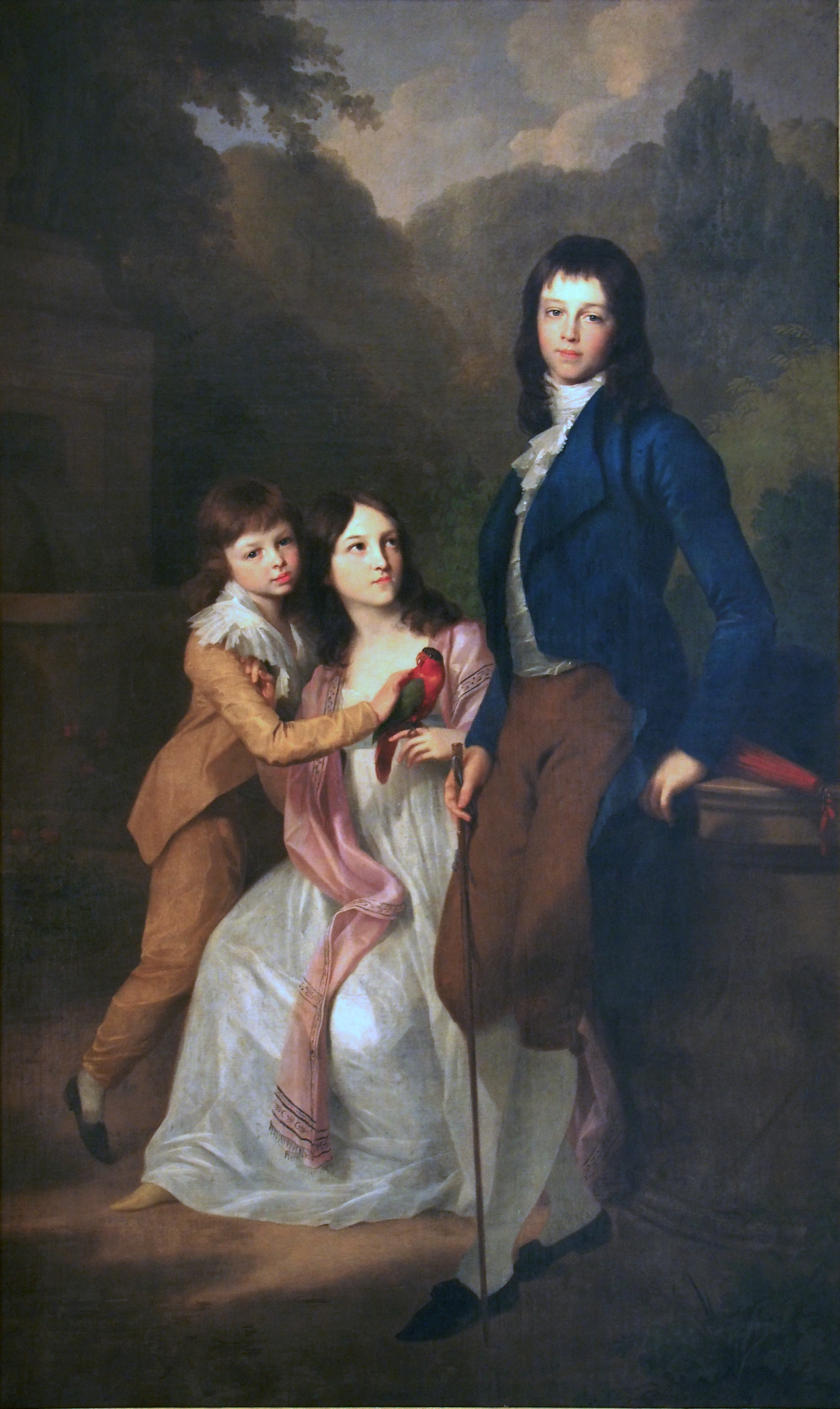
Trei dintre copiii Louisei: Karl Frederic, viitorul Mare Duce, Carolina Luise și Bernhard.

Tânăra Louise s-a remarcat prin delicatețe și timiditate devenite handicap la o curte dominată de soacra ei, Ana Amalia. Goethe care era poetul curții și ministru pentru soțul ei (și companion în aventurile extraconjugale) a fost mișcat de farmecul ei, de inima nobilă și de ochii ei "de culoarea albăstrelelor", și i-a dedicat versurile:
| “ | J'en sais une, mince comme lys/ Dont la fierté n'est qu'innocence./ Nul - pas même Salomon -n'en vit de pareille. | ” |

În 1779 a născut o prințesă care a murit la vârsta de cinci ani și toți ceilalți copii au murit după numai câteva zile de la naștere. În același timp, soțul ei avea o relație de mulți ani cu actrița Karoline Jagemann, cu care avea trei copii. 
Louise a născut un moștenitor în 1783, pe Karl Frederic, care mai târziu s-a căsătorit cu Marea Ducesă Maria Pavlovna (sora Țarului Alexandru I al Rusiei) iar fiica lor, Augusta de Saxa-Weimar, s-a căsătorit cu Prințul Wilhelm al Prusiei și a devenit prima împărăteasă a Germaniei. 
Louise a avut marele ei moment în octombrie 1806. În ciuda experienței puține în Weimar, ea a avut o mare influență în cercurile literare. Bătălia de la Jena (14 octombrie) a dus la înfrângerea forțelor prusaco-saxone și a precipitat căderea Sfântului Imperiu Roman. Curând după bătălie, trupele franceze au înaintat în  Weimar. Ceilalți membri ai familiei, fie au fugit fie luptau armata prusacă, însă Louise a rămas în Weimar ca mamă și protectoare a națiunii. La două zile după bătălie ea a intrat în conflict cu însuși Napoleon.
Inspirată de exemplul reginei Louise a Prusiei ea a reușit ca Weimar să fie jefuit mai ușor în comparație cu orașul Jena. Ducatul Saxa-Weimar-Eisenach a supraviețuit epocii napoleoniene. În 1815, politica ei în timpul războiului a asigurat ca la Congresul de la Viena, micul ducat nu numai că și-a păstrat teritoriul dar a devenit mare ducat. 
Marea ducesă Louise a murit la 14 februarie 1830 la vârsta de 73 de ani.

## Copii
Louise și Karl August au avut șapte copii:
- Louise Auguste Amalie (1779–1784)
- o fiică (n./d. 1781)
- Karl Frederic (1783–1853)
- un fiu (n./d. 1785)
- Caroline Louise (1786–1816) - căsătorită cu Frederic Louis de Mecklenburg-Schwerin (1778–1819)
- un fiu (n./d. 1789)
- Bernhard (1792–1862)